# Tracey Rowland
Tracey Rowland (nascida em 1963) é uma teóloga católica romana australiana e professora na Universidade de Notre Dame, Austrália. Ela foi nomeada para a Comissão Teológica Internacional do Papa Francisco em 2014 e, em 2020, se tornou a primeira australiana, e a terceira mulher, a receber o Prêmio Ratzinger de teologia.

## Vida e carreira
Tracey Rowland nasceu em 1963 e foi educada pelas Irmãs da Misericórdia em Ipswich, Queensland, e no The Range Convent and High School em Rockhampton.  Ela inicialmente estudou direito e governo na Universidade de Queensland e obteve o título de Bacharel em Direito em 1989. Ela então estudou na Universidade de Melbourne, onde obteve um Bacharelado em Filosofia e um Mestrado em Filosofia Política em 1992, bem como um diploma de pós-graduação em Língua Alemã e o Certificado de Alemão como Língua Estrangeira do Instituto Goethe no ano seguinte.  Depois de ganhar uma bolsa de doutorado da Commonwealth, Rowland frequentou a Universidade de Cambridge, onde concluiu seu doutorado em 2001. A sua dissertação de doutoramento  foi sobre os compromissos teológicos do século XX com a ideia de cultura, com referência à filosofia de Alasdair MacIntyre e à teologia de Henri de Lubac e Joseph Ratzinger. 
Em 2001, ela se tornou a reitora inaugural do Pontifício Instituto João Paulo II para Estudos sobre Matrimônio e Família, em Melbourne, cargo que ocupou até 2017. Durante este período, ela continuou seus estudos teológicos na Pontifícia Universidade Lateranense, onde obteve sua Licenciatura em Teologia Sagrada e seu Doutorado em Teologia Sagrada. Em 2010, ela também se formou na Universidade de Londres com uma licenciatura em educação.  Em 2017, Rowland foi nomeado Professor Pesquisador da Cátedra São João Paulo II na Universidade de Notre Dame, Austrália. Ela é uma dama da Ordem do Santo Sepulcro e uma dama da Ordem dos Cavaleiros do Hospital de São João de Jerusalém, Rodes e Malta, comumente conhecidos como Cavaleiros Hospitalários. Em 2014, foi nomeada membro da Comissão Teológica Internacional do Papa Francisco.   Em 2016, ela proferiu a prestigiosa Cardinal Winning Memorial Lecture na Universidade de Glasgow, na Escócia.  Em 2020, Rowland ganhou o Prêmio Ratzinger de Teologia, tornando-se a primeira australiana e apenas a terceira mulher a receber este prêmio. Um prêmio anual para dois indivíduos, e com um prêmio de AUD$ 125.000, o Papa Francisco anunciou em outubro de 2020 que Rowland dividiria o prêmio com o filósofo francês Jean-Luc Marion.  
Um crítico de seu segundo livro, A fé de Ratzinger, observa que o volume "é uma contribuição importante para a compreensão não apenas do teólogo Ratzinger, mas também da Igreja Católica Romana após o Vaticano II - e os desafios e oportunidades que a Igreja especificamente e a fé cristã em geral enfrentam no início do século XXI".  Os críticos do seu livro Catholic Theology disseram que é "uma obra que merece um amplo público leitor"  e que "estamos em dívida com Tracey Rowland por esta significativa conquista teológica e valioso recurso de ensino". 
Rowland publicou mais de 150 artigos no total e editou uma coleção de ensaios sobre o patrimônio anglicano para publicação com a Bloomsbury,  uma coleção de ensaios sobre o tema da cura de fraturas na teologia fundamental (com Peter McGregor) e um livro sobre a teologia alemã do início a meados do século XX com foco especial nos mentores da geração Ratzinger, Illuminating Hope: Defenders of Christian Humanism after Kant and Nietzsche (Londres: Bloomsbury, 2021).
Em 2023, Rowland foi nomeado para a Pontifícia Academia de Ciências Sociais, uma academia de pesquisa de renome internacional fundada pelo Papa João Paulo II em 1994. Esta é uma nomeação de dez anos e Rowland é o segundo australiano a receber a honra.  

## Prêmios
- 2009: Prêmio Arcebispo Michael J Miller para a Promoção da Fé e da Cultura da Universidade de St. Thomas em Houston [4]
- 2012: Cruz de Oficial da Ordem do Mérito da República da Polónia [16]
- 2020: Prêmio Joseph Ratzinger [17] [18] [19]

## Publicações selecionadas
- Rowland, Tracey (26 de agosto de 2021), Beyond Kant and Nietzsche : The Munich Defence of Christian Humanism, ISBN 978-0-567-70316-3, London Bloomsbury T&T Clark (publicado em 2021)
- Rowland, Tracey (26 de abril de 2019), Portraits of spiritual nobility : chivalry, Christendom, and Catholic culture, ISBN 978-1-62138-447-2, Angelico Press (publicado em 2019)
- Rowland, Tracey (26 de janeiro de 2017), Catholic theology, ISBN 978-0-567-65767-1, London Bloomsbury T&T Clark (publicado em 2017)
- Rowland, Tracey (Agosto de 2017), The culture of the Incarnation : essays in Catholic theology, ISBN 978-1-945125-52-2, Steubenville Emmaus Academic (publicado em 2017)
- Rowland, Tracey (13 de maio de 2010), Benedict XVI : a guide for the perplexed, ISBN 978-0-567-24165-8, T & T Clark (publicado em 2010)
- Rowland, Tracey (6 de março de 2008), Ratzinger's faith : the theology of Pope Benedict XVI, ISBN 978-0-19-920740-4, Oxford University Press (publicado em 2008)
- Rowland, Tracey (2003), Culture and the Thomist tradition : after Vatican II, ISBN 978-0-415-30527-3, Routledge